# Aéroport de Deux-Ponts
L'aéroport de Deux-Ponts (code IATA : ZQW • code OACI : EDRZ) ou Flughafen Zweibrücken en allemand est un aéroport régional, anciennement Zweibrücken Air Base (1953-1991) de la Royal Canadian Air Force et de l'USAFE. 
Il est situé près de la ville de Deux-Ponts (Zweibrücken), dans le Land de Rhénanie-Palatinat.

## 2000
Cette base a été réhabilitée vers les années 2000 en aéroport régional et a opéré de nombreuses routes grâce à sa compagnie majoritaire, TUIfly, de Sky Airlines, de Freebird Airlines, de Pegasus Airlines et de Tunisair.

## 2014
L'aéroport a cependant cessé ses opérations en novembre 2014, l'Union européenne ayant demandé le remboursement de toutes les aides perçues (56 millions d’euros). L'aéroport s'est donc vu obligé de déposer le bilan, le dernier vol commercial a décollé le 10 novembre 2014 pour Fuerteventura,.

## 2015
Depuis 2015, le parking accueille des migrants.